# Dicranopteris
Dicranopteris é um gênero da família Gleicheniaceae. As espécies que formam o gênero são conhecidas popularmente como gleiquênia, samambaia, sambambaia e samambaia-do-mato-virgem. Ocorrem no Brasil. Formam grandes manchas no solo e são muito cultivadas em jardins e estufas.

## Etimologia
"Samambaia" e "sambambaia são termos originário da língua tupi, com duas explicações etimológicas possíveis:
- ham ã'bae, "o que se torce em espiral";[2]
- samambaîa, "corda de pesos, de brincos, de pingentes".[3]